# Luigi Creatore
Luigi Federico Creatore (Nueva York, 21 de diciembre de 1921 – Boca Ratón, 13 de diciembre de 2015) fue un compositor y productor musical estadounidense.

## Biografía
Creatore nació en Nueva York en 1921, hijo del también músico Giuseppe Creatore. Después de servir en el ejército durante la Segunda Guerra Mundial, en la década de los 50 se convirtió en escritor cuasndo se unió con su primo Hugo Peretti para formar el equipo de composición de Hugo & Luigi. En 1957, ficharon por Roulette Records donde escribieron canciones parea diferentes artistas como Valerie Carr y produjo éxitos para Jimmie Rodgers como Honeycomb (número 1 de la Billboard de 1957) y Kisses Sweeter than Wine (Billboard #3), Oh-Oh, I'm Falling in Love Again y Secretly.
Dos años más tarde, Creatore y Peretti firmaron por RCA Victor donde produjeron al crooner y celebridad de la NBC Perry Como. Además, produjeron a otros artistas de la firma como Sam Cooke y Ray Peterson y escribieron la letra de The Lion Sleeps Tonight (con la mayor parte original de la canción escrita por Solomon Linda), produciendo el éxito para The Tokens. Con George David Weiss coesbribieron Can't Help Falling in Love para Elvis Presley. Peretti y Creatore también escribieron el tema central de la película protagonizada por Presley "Wild in the Country". Dejaron RCA Victor en 1964 para incorporar Weiss in y así escribir musicales de la Guerra Civil Norteamericana. La producción Maggie Flynn (protagonizada por Shirley Jones) estuvo en Broadway en 1968.
En la década de los 70, Creatore y Peretti compraron parte de Avco Records para establecer la firma H&L Records, con la que trabajaron hasta su disolución a finales de la década. Entre otros éxitos, está a grabación de The Stylistics y The Softones. En 1977 ganaron el Grammy al mejor álbum de teatro musical como productores de Bubbling Brown Sugar.
Su obra An Error of the Moon, una especulación sobre la relación entre el actor Edwin Booth y su hermano John Wilkes Booth, dirigida por Kim Weild, y que fue estrenada en la off-Broadway hasta el 10 de octubre de 2010.
Creatore murió por complicaciones con una neumonía el 13 de diciembre de 2015, ochoc días antes de cumplir los 94 años en Boca Raton (Florida).